# Греция на летних Олимпийских играх 1924
Греция на Летних Олимпийских играх 1924 года в Париже был представлен 39 спортсменами (38 мужчин, 1 женщина). Греческие спортсмены не получили ни одной медали, но олимпийским чемпионом стал Константинос Димитриадис, выигравший конкурс скульптур с работой Finnish Discus Thrower.

## Результаты соревнований

### Бокс
Спортсменов — 1
| Весовая категория            | Спортсмен        | Первый раунд                       | Второй раунд         | Четвертьфинал        | Полуфинал            | Финал                | Место |
| Весовая категория            | Спортсмен        | Соперник Результат                 | Соперник Результат   | Соперник Результат   | Соперник Результат   | Соперник Результат   | Место |
| ---------------------------- | ---------------- | ---------------------------------- | -------------------- | -------------------- | -------------------- | -------------------- | ----- |
| Полусредний вес (до 66,7 кг) | Эммануил Гнефтос | Андреас Петерсен П дисквалификация | Завершил выступление | Завершил выступление | Завершил выступление | Завершил выступление | 17    |

### Борьба
Спортсменов — 2
Греко-римская борьба
| Соревнование                  | Спортсмены        | Первый раунд              | Второй раунд                  | Третий раунд         | Четвёртый раунд      | Пятый раунд          | Шестой раунд         | Седьмой раунд        | Место |
| Соревнование                  | Спортсмены        | Соперник Результат        | Соперник Результат            | Соперник Результат   | Соперник Результат   | Соперник Результат   | Соперник Результат   | Соперник Результат   | Место |
| ----------------------------- | ----------------- | ------------------------- | ----------------------------- | -------------------- | -------------------- | -------------------- | -------------------- | -------------------- | ----- |
| Лёгчайший вес (до 58 кг)      | Георгиос Зервинис | Свен Мартинсен П по очкам | Йоханнес ван Марен П по очкам | Завершил выступление | Завершил выступление | Завершил выступление | Завершил выступление | Завершил выступление | 17    |
| Лёгкий вес (от 62 до 67,5 кг) | Василиос Павлидис | Леон Ренкавек П броском   | Хольгер Аскехаве П броском    | Завершил выступление | Завершил выступление | Завершил выступление | Завершил выступление | Завершил выступление | 20    |

### Водные виды спорта

#### Водное поло
1 раунд
| 14 июля 1924 | Чехословакия | 6:1 | Греция | «Стад Акватик де Турей», Париж Судьи: Э. Бергвалль |

#### Плавание
Спортсменов — 1
Мужчины
| Спортсмен             | Соревнование          | Предварительные заплывы | Предварительные заплывы | Полуфиналы           | Полуфиналы           | Финал                | Финал                |
| Спортсмен             | Соревнование          | Результат               | Место                   | Результат            | Место                | Результат            | Место                |
| --------------------- | --------------------- | ----------------------- | ----------------------- | -------------------- | -------------------- | -------------------- | -------------------- |
| Дионисиос Василопулос | 100 м вольным стилем  | 1:12.0                  | 4                       | Завершил выступление | Завершил выступление | Завершил выступление | Завершил выступление |
| Дионисиос Василопулос | 400 м вольным стилем  | 6:21.4                  | 3                       | Завершил выступление | Завершил выступление | Завершил выступление | Завершил выступление |
| Дионисиос Василопулос | 1500 м вольным стилем | 26:17.4                 | 4                       | Завершил выступление | Завершил выступление | Завершил выступление | Завершил выступление |

### Лёгкая атлетика
Спортсменов — 12
| Дисциплина        | Спортсмен                                                                         | Предварительный раунд | Предварительный раунд | Четвертьфиналы       | Четвертьфиналы       | Полуфиналы           | Полуфиналы           | Финал                 | Финал                 |
| Дисциплина        | Спортсмен                                                                         | Результат             | Место                 | Результат            | Место                | Результат            | Место                | Результат             | Место                 |
| ----------------- | --------------------------------------------------------------------------------- | --------------------- | --------------------- | -------------------- | -------------------- | -------------------- | -------------------- | --------------------- | --------------------- |
| 100 м             | Константинос Пантелидис                                                           | неизвестен            | 4                     | Завершил выступление | Завершил выступление | Завершил выступление | Завершил выступление | Завершил выступление  | Завершил выступление  |
| 100 м             | Александрос Папафингос                                                            | неизвестен            | 5                     | Завершил выступление | Завершил выступление | Завершил выступление | Завершил выступление | Завершил выступление  | Завершил выступление  |
| 200 м             | Константинос Пантелидис                                                           | неизвестен            | 2                     | неизвестен           | 6                    | Завершил выступление | Завершил выступление | Завершил выступление  | Завершил выступление  |
| 200 м             | Александрос Папафингос                                                            | неизвестен            | 3                     | Завершил выступление | Завершил выступление | Завершил выступление | Завершил выступление | Завершил выступление  | Завершил выступление  |
| 5 000 м           | Александрос Кранис                                                                |                       |                       |                      |                      | 16:45.8              | 7                    | Завершил выступление  | Завершил выступление  |
| 10 000 м          | Вирон Атанасиадис                                                                 |                       |                       |                      |                      |                      |                      | DNF                   | —                     |
| 10 000 м          | Александрос Кранис                                                                |                       |                       |                      |                      |                      |                      | DNF                   | —                     |
| Марафон           | Вирон Атанасиадис                                                                 |                       |                       |                      |                      |                      |                      | DNF                   | —                     |
| Марафон           | Александрос Кранис                                                                |                       |                       |                      |                      |                      |                      | DNF                   | —                     |
| Марафон           | Ираклис Сакеларопулос                                                             |                       |                       |                      |                      |                      |                      | DNF                   | —                     |
| 110 м с барьерами | Иоаннис Талианос                                                                  |                       |                       | 16.3                 | 4                    | Завершил выступление | Завершил выступление | Завершил выступление  | Завершил выступление  |
| 400 м с барьерами | Иоаннис Талианос                                                                  |                       |                       | 58.0                 | 3                    | Завершил выступление | Завершил выступление | Завершил выступление  | Завершил выступление  |
| Прыжки в высоту   | Антониос Кариофилис                                                               |                       |                       |                      |                      | 1.70                 | 7                    | Завершил выступление  | Завершил выступление  |
| Прыжки в длину    | Константинос Пантелидис                                                           |                       |                       |                      |                      | 5.94                 | 10                   | Завершил выступление  | Завершил выступление  |
| Прыжки с шестом   | Аргирис Караяннис                                                                 |                       |                       |                      |                      | 3.20                 | 7                    | Завершил выступление  | Завершил выступление  |
| Метание копья     | Георгиос Захаропулос                                                              |                       |                       |                      |                      | 51.17                | 8                    | Завершил выступление  | Завершил выступление  |
| Метание диска     | Георгиос Захаропулос                                                              |                       |                       |                      |                      | 34.02                | 11                   | Завершил выступление  | Завершил выступление  |
| Метание диска     | Димитриос Карабатис                                                               |                       |                       |                      |                      | без результата       | —                    | Завершил выступление  | Завершил выступление  |
| Толкание ядра     | Христос Вреттос                                                                   |                       |                       |                      |                      | 13.124               | 3                    | Завершил выступление  | Завершил выступление  |
| Толкание ядра     | Димитриос Карабатис                                                               |                       |                       |                      |                      | 10.955               | 10                   | Завершил выступление  | Завершил выступление  |
| Пятиборье         | Стелиос Бенардис                                                                  |                       |                       |                      |                      |                      |                      | Три вида              | 28                    |
| Пятиборье         | Георгиос Захаропулос                                                              |                       |                       |                      |                      |                      |                      | DNF                   | —                     |
| Десятиборье       | Стелиос Бенардис                                                                  |                       |                       |                      |                      |                      |                      | 5189.16               | 24                    |
| Эстафета 4×100 м  | Аргирис Караяннис Константинос Пантелидис Александрос Папафингос Иоаннис Талианос |                       |                       | 46.1                 | 2                    | 45.2                 | 4                    | Завершили выступление | Завершили выступление |

### Стрельба
Спортсменов — 7
| Соревнование                                  | Спортсмен                                                                                   | Результат | Место |
| --------------------------------------------- | ------------------------------------------------------------------------------------------- | --------- | ----- |
| Произвольная винтовка, 600 метров             | Герасимос Анагносту                                                                         | 82        | 24    |
| Произвольная винтовка, 600 метров             | Андреас Вихос                                                                               | 81        | 31    |
| Произвольная винтовка, 600 метров             | Александрос Теофилакис                                                                      | 74        | 48    |
| Произвольная винтовка, 600 метров             | Иоаннис Теофилакис                                                                          | 78        | 41    |
| Малокалиберная винтовка, 50 метров, лёжа      | Георгиос Мораитинис                                                                         | 364       | 58    |
| Малокалиберная винтовка, 50 метров, лёжа      | Александрос Теофилакис                                                                      | 358       | 60    |
| Малокалиберная винтовка, 50 метров, лёжа      | Иоаннис Теофилакис                                                                          | 376       | 41    |
| Автоматический пистолет, 25 метров            | Георгиос Вафеиадис                                                                          | 7         | 54    |
| Автоматический пистолет, 25 метров            | Георгиос Мораитинис                                                                         | 14        | 37    |
| Автоматический пистолет, 25 метров            | Александрос Теофилакис                                                                      | 16        | 21    |
| Автоматический пистолет, 25 метров            | Иоаннис Теофилакис                                                                          | 13        | 40    |
| Произвольная винтовка, командные соревнования | Георгиос Аницас Андреас Вихос Георгиос Мораитинис Александрос Теофилакис Иоаннис Теофилакис | 526       | 12    |

### Теннис
Спортсменов — 3
Мужчины
| Пантелис Пападопулос                    | Одиночный разряд | Эктор Каттаруцца П 5-7, 5-7, 1-6 | Закончил выступление                     | —                                                     |                                                  |                      |   |
| Августос Зерлендис                      | Одиночный разряд | Нг Чже Кван В отказ              | Атар-Али Файзи В 6-3, 1-6, 3-6, 6-3, 6-4 | Умберто де Морпурго П 0-6, 2-6, 4-6                   | Закончил выступление                             | —                    |   |
| Пантелис Пападопулос Августос Зерлендис | Парный разряд    |                                  |                                          | Фелипе дель Канто/Мариано Лосано В 6-2, 6-3, 4-6, 6-2 | Хосе Мария Алонсо/Мануэль Алонсо П 2-6, 7-9, 4-6 | Закончил выступление | — |

Женщины
| Лена Валаориту | Одиночный разряд |  | Нора Полли П 6-1, 3-6, 2-6 | Закончила выступление | — |

Микст
| Лена Валаориту Августос Зерлендис | Смешанный разряд | Каролин Даль/Конрад Лангорд В 4-6, 6-2, 6-2 | Хейзел Уайтмен/Ричард Уильямс П 2-6, 1-6 | Закончили выступление | — |

### Фехтование
Спортсменов — 6
| Соревнование          | Спортсмены                                                                            | Первый раунд | Четвертьфинал | Полуфинал | Финал                 | Место |
| Соревнование          | Спортсмены                                                                            | Результат | Результат | Результат | Результат             | Место |
| --------------------- | ------------------------------------------------------------------------------------- | --- | --- | --- | --------------------- | ----- |
| Индивидуальная рапира | Теодорос Фустанос                                                                     | Эмиль Дюфранк П 1:5 Орасио Каско П 0:5 Жил де Андраде П 1:5 | Завершил выступление | Завершил выступление | Завершил выступление  | —     |
| Индивидуальная шпага  | Константинос Николопулос                                                              | Густав Линдблом П Фредерику Паредеш П Джордж Кэлнан П Иосиф Мизрахи П Питер ван Бовен П Эрне Жевер В Вигго Стиллинг-Андерсен В Йохан Фалькенберг В Карлос Мигель В Питер ван Бовен П *                      | Завершил выступление | Завершил выступление | Завершил выступление  | —     |
| Индивидуальная шпага  | Трифон Триантафилакос                                                                 | Нильс Хельстен П Ренцо Компанья П Леон Том В Мариу де Норонья В Феликс де Помес В Фритьоф Лоренцен В Ахмед Хассанейн В Ваутер Браувер П Эктор Бело П Мариу де Норонья П * Ваутер Браувер В * Эктор Бело В * | Фредерик Фиттинг П Ренцо Компанья П Мариу де Норонья П Поль Анспах П Арман Массар П Виллем ван Блейенбюрг П Конрадо Роландо П Аллен Милнер В Брор Лагеркранц В Роберт Фрейтер В | Завершил выступление | Завершил выступление  | —     |
| Индивидуальная шпага  | Теодорос Фустанос                                                                     | Роже Дюкре П Педро Насар П Роберт Фрейтер П Фредерик Фиттинг П Поль Анспах П Эдуардо Алонсо П Конрадо Роландо В Йожеф Явурек В                                                                              | Завершил выступление | Завершил выступление | Завершил выступление  | —     |
| Индивидуальная сабля  | Иоаннис Георгиадис                                                                    | | Джулио Сарокки П 1:4 Эдён Терстянски П 1:4 Марк Перродон П 0:4 Кармело Мерло П 3:4 Арчибальд Корбл П 1:4 Фернандо Гийен П 2:4 Артур Лайон В 4:2                                 | Завершил выступление | Завершил выступление  | —     |
| Индивидуальная сабля  | Константинас Кодзиас                                                                  | | Адрианус де Йонг П 3:4 Педро Менди В 4:1 Сигурд Акре-Ос В 4:2 Фуат Балкан В 4:0 Янош Гараи П 3:4                                                                                | Оресте Пулити П 1:4 Шандор Пошта П 3:4 Орасио Каско П 0:4 Джулио Сарокки П 1:4 Робер Фейерик П 3:4 Марк Перродон П 0:4 Мартен ван Дюлм П 0:4 Эктор Бело В 4:3 | Завершил выступление  | —     |
| Командная шпага       | Константинос Коциас Константинос Николопулос Евангелос Скотидас Трифон Триантафилакос | Швейцария П 4:12 Куба П 7:9 | Завершили выступление | Завершили выступление | Завершили выступление | —     |
| Командная сабля       | Иоаннис Георгиадис Константинос Коциас Константинос Николопулос Трифон Триантафилакос | Италия П 2:14 Чехословакия П 6:10 | Завершили выступление | Завершили выступление | Завершили выступление | —     |